# Ministerialis
Termenul Ministerialis (provenind din latina medievală, la plural ministeriales, în germană Ministeriale, la plural Ministerialen, de asemenea Dienstmann) denumea inițial un oficial aflat în serviciul imperial. În Evul Mediu timpuriu ministeriales existau inițial la nivel local. Începând din secolul al XI-lea ei au fost administratori și soldați ai domeniilor regale și ai mănăstirilor, iar mai târziu ai nobilimii. Ei au evoluat din clasele sociale inferioare (supuși) care treptat au fost plasați în poziții cu putere și responsabilitate în Evul Mediu clasic în Sfântul Imperiu Roman.
Traducerile termenului în limba germană Ministeriale și Dienstmann (servitor ce presta servicii contra unei plăți) desemnau acei nobili neliberi care constituiau mare parte din grupul celor denumiți atunci cavaleri germani. Cei ce la început erau servitori cu diverse îndatoriri și condiții, angajați fără o plată fixă, au evoluat devenind un grup cu un statut și o anumită bunăstare fiind intermediarii puterii în imperiu.
Ministeriales nu erau oameni liberi din punct de vedere legal, ci doar dețineau un rang social. Stăpânul lor stabilea cu cine se puteau căsători și cui puteau lăsa moștenire proprietățile lor. Totuși, ei erau considerați nobili deoarece acest termen era doar o denumire a poziției sociale care nu implica un anumit statut juridic. Ministeriales erau cavaleri instruiți, dețineau responsabilități militare și însemne de cavaleri, fiind acceptați ca nobili.
În secolul al XIII-lea o parte a acestui strat social, inițial neliber, a fost integrat în nobilimea inferioară (așa-numiții „cavaleri”), iar alte părți au migrat spre pătura conducătoare a orașelor (așa-numiții „patricieni”). Poziția lor socială și economică era foarte diferită.
Au existat și femei care au deținut statutul de ministerialis, iar legile nu făceau vreo distincție între sexe. Termenul ministerialis (plural ministeriales) înseamna în latină „servitor” sau „agent” și avea o gamă largă de sensuri.

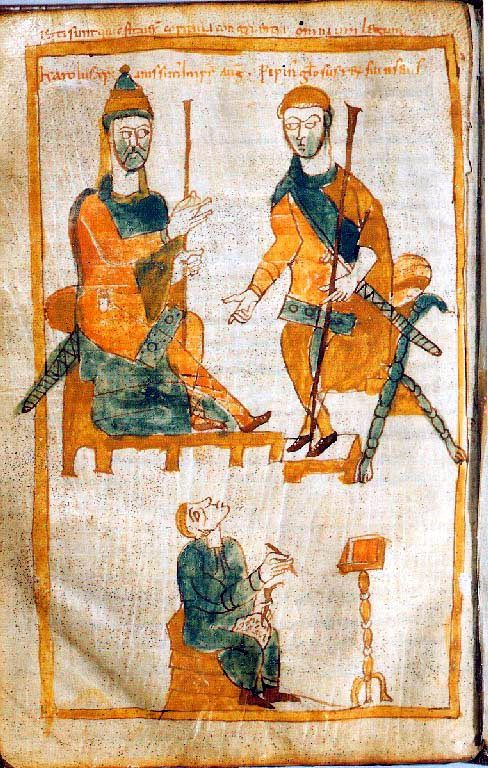
Carol cel Mare cu fiul său Pippin și un ministerialis (copie din secolul al X-lea după originalul făcut între 829 și 836 de Eberhard din Friuli)

Istoricul Max Weber îi descrie pe ministeriales în lucrarea sa „Wirtschaft und Gesellschaft” („Economie și societate”) ca funcționari dependenți, adică funcționari neliberi, deosebiți de funcționarii liberi care erau angajați pe baza unui contract și prin selecție liberă.

## Evoluția termenuluiministerialis
Termenul era deja folosit în antichitate. În Imperiul Roman el se referea la slujitorii liberi ai palatului a căror sarcină principală era îngrijirea curții. Având un statut juridic special aceștia puteau avansa în funcții superioare prin calificare și dovedirea abilităților necesare.
Înțelesul termenului s-a modificat permanent suferind schimbări în funcție de zonă. Astfel, „servus” (sclav) sau „servientes” (slujitor) au fost sinonimele cel mai frecvent folosite pentru „ministerialis” și sarcinile asociate funcției. În secolul al VII-lea în Imperiul Franc termenul „ministerialis” indica servitorii robi de rang superior ai curții regale, păstrând acest înțeles până în timpul dinastiei Carolingiene. De atunci ministerialis a căpătat sensul de „ministru” ca titular al unei funcții sau al unei zone de responsabilitate.
Începând din secolul al XI-lea termenul a desemnat în mod prevalent un grup privilegiat de slujitori neliberi care a fost originea multor cavaleri medievali, chiar dacă înțelesul termenilor nu coincide. Începând din secolul al XIII-lea acești ministeriales au fost tratați de facto din ce în ce mai mult ca oameni liberi.
Astăzi în cercetarea istorică se face o distincție clară între ministeriales aparținând regelui (în germană Reichsministerialen), bisericii sau nobilimii. Totuși această diferențiere socială și juridică nu are o terminologie sistematic folosită în izvoarele istorice medievale.

## Istoria

### Originea și evoluția până în secolul al XI-lea
Nu s-a putut stabili exact originea celor ce au devenit ministerialis. Un cronicar medieval a relatat că Iulius Cezar i-a învins pe gali și i-a răsplătit pe aliații săi germani dându-le un rang roman. Prinților li s-a acordat statutul de senator, iar cavalerii lor, de rang inferior ("minores... milites") au primit cetățenia romană. Iulius Cezar a dat prinților acești „cavaleri”, dar i-a îndemnat „să nu-i trateze pe cavaleri ca sclavi și servitori, ci mai degrabă să primească serviciile lor ca stăpâni și apărători ai cavalerilor”. Cronicarul a explicat că „de aceea cavalerii germani, spre deosebire de omologii lor aparținând altor nații, sunt numiți slujitori ai fiscului regal și ministerialis princiari”. De exemplu în Anglia nu a existat un grup de cavaleri numiți ministeriales, deoarece suveranii englezi au păstrat controlul strâns asupra cavalerilor lor dându-le mai puțină libertate decât aveau cei germani ale căror drepturi erau bine stabilite și apărate.
Abatele Adalard din Corbie (d. 826), consilierul principal al împăratului Carol cel Mare, a descris funcționarea guvernului în lucrarea sa De ordine palatii și personalul imperial, format din servii proprii (iobagi) care au fost primii ministeriales înzestrați cu autoritate. El a precizat că ministeriales, considerați de superiorii lor ca excepționali, își pregăteau succesorii urmând un program de ucenicie administrativă. Aceasta poate fi originea acestor ministeriales ca indivizi cu o poziție bine stabilită.
Împăratul Conrad al II-lea (990–1039) a fost primul care s-a referit la ministeriales ca la o clasă distinctă. În timpul domniei sale aceștia erau organizați ca funcționari și administratori, fiind denumiți în documente ministerialis vir, adică „om ministerial”.
În perioada următoare Evului Mediu clasic ministeriales („ministerials” cum i-a numit istoricul Benjamin Arnold creând o variantă a termenului în limba engleză) care nu aparțineau direct casei regale, care fuseseră la început robi sau iobagi dintre servi proprii, sau slujitori ai gospodăriei (spre deosebire de servi casati care cultivau pământul pe o proprietate). Stăpânii încredințau acestor slujitori responsabilități speciale, precum conducerea unei ferme, administrarea financiară (cancelaria) sau a diferitelor posesiuni. Nobilii liberi nu doreau să fie supușii altor nobili, așa că stăpânii recrutau executori judecătorești, administratori și funcționari dintre servitorii lor neliberi care puteau îndeplini și un rol militar. Din secolul al XI-lea termenul a început să desemneze funcționarii care trăiau ca membri ai clasei cavalerilor fie cu un conducător propriu, fie cu un conducător desemnat de stăpân, care avea și o anumită influență politică (între altele și exercitarea funcțiilor la curte).
Regii impuneau susținere militară prinților care, la rândul lor, impuneau cerințe vasalilor lor. Nobilii liberi din subordinea unui prinț se aflau uneori într-un raport de vasalitate care le permitea să nu-și îndeplinească aceste obligații, astfel încât regii, prinții, episcopii și arhiepiscopii puteau să recruteze persoane nelibere pentru serviciul militar. Acest grup a alcătuit ceea ce s-a numit ministeriales.
Existau două tipuri de ministeriales:
- casati, care administrau domenii ale unui vasal și erau plătiți în natură, și
- non-casati, care dețineau funcții administrative și militare, dar erau plătiți fie cu o sumă fixă de monede, fie cu produse ale morilor, taxe de drum sau de pod, taxe de feribot sau taxe portuare.[1]

### Evoluția în secolele al XI-lea și al XII-lea
Pe măsură ce necesitatea unor astfel de ministeriales a devenit mai acută (de exemplu în timpul Controversei pentru învestitură), iar îndatoririle și privilegiile lor au devenit mai clar definite, au evoluat în perioada Saliană (1024–1125) formând o clasă nouă și mult diferențiată. Ei primeau feude, care la început nu puteau fi moștenite, în schimbul cărora prestau servicii militare. De asemenea, li se permitea să aibă proprietăți, adesea alodii care puteau fi proprietăți imobiliare (terenuri, clădiri și dotările lor) independente de orice alt proprietar superior (ceea ce nu trebuie confudat cu anarhia deoarece proprietarul terenului alodial era dependent de suveranul său). Au existat ministeriales care au deținut cele patru funcții principale în conducerea unei curți: seneșal, majordom, mareșal și șambelan. 
În Sfântul Imperiu Roman ministeriales formau o clasă superioară de slujitori ai curții, inițial neliberi, aflați în serviciul administrației sau în serviciul militar. Stăpânul le încredința o funcție specială, cum ar fi conducerea unei curți (aflate în proprietatea sa), administrarea finanțelor (cancelaria) sau conducerea altor proprietăți (de exemplu cetăți). Inițial ministeriales fuseseră adesea robi care aparțineau clasei țăranilor. În Evul Mediu clasic paza, întreținerea și apărarea cetății aparțineau ca drepturi acestor ministeriales. De multe ori ei aveau și dreptul de a-și construi o rezidență, de obicei un turn ridicat pe un tumul aflat pe domenii unde existau supuși plătitori de tribut într-un sistem care funcționa asemănător celui feudal. Ulterior aceste domenii au devenit ereditare similar feudelor. Prin sarcinile și modul lor de viață asemănător celor al cavalerilor (implicând obligația căsătoriilor corespunzătoare) ministeriales au ajuns de fapt la statutul de oameni liberi aparținând nobilimii inferioare. De la sfârșitul secolului al XIII-lea ministeriales au început să preia și să gestioneze posesiunile stăpânilor lor nu numai ca drepturi feudale ci și ca formă juridică a funcției de pază, de administrator și de judecător al cetății, asemănător unei persoane care ar fi primit cetatea drept gaj.

### Formarea unei clasei proprii

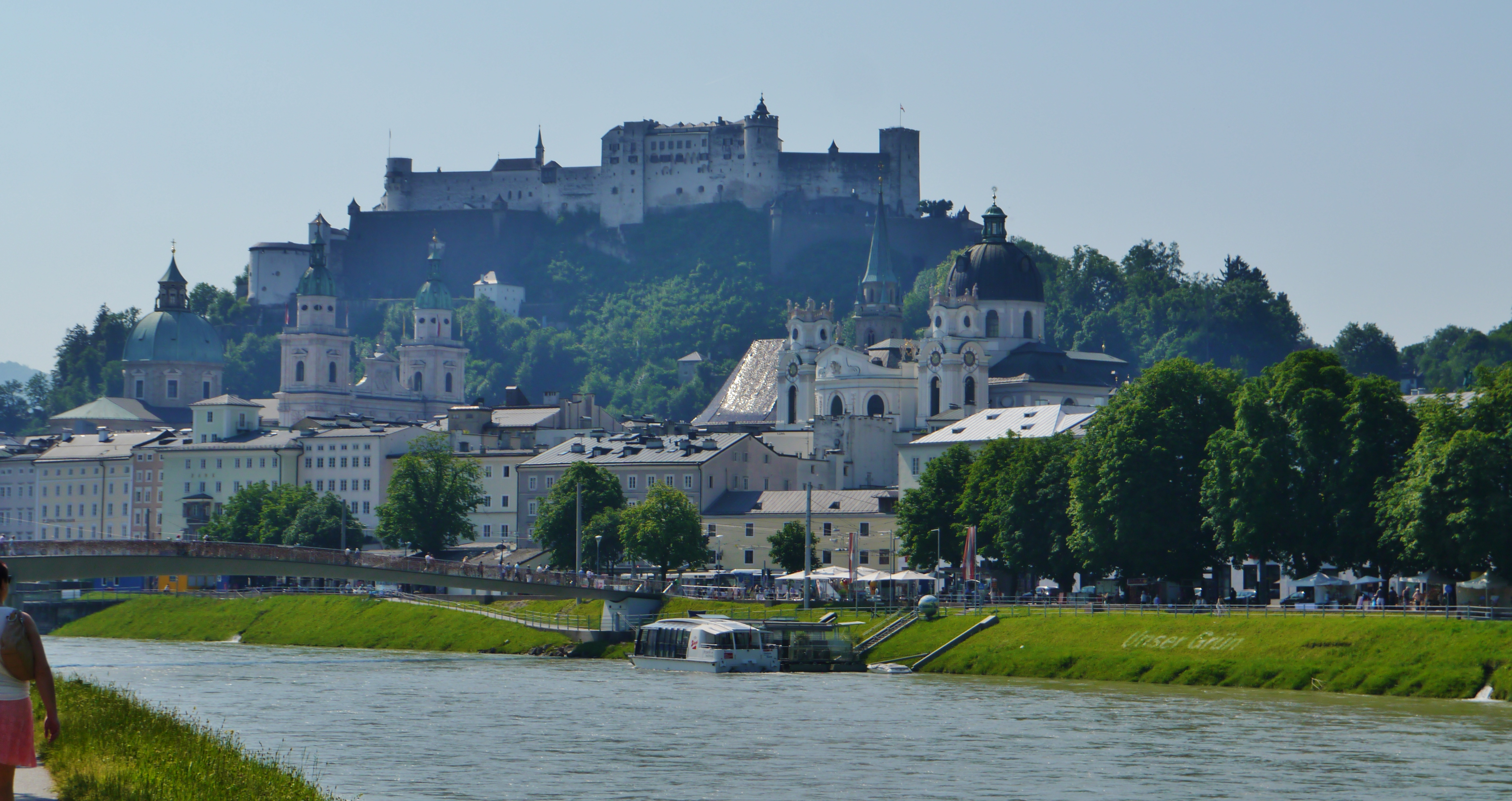
Fortăreața din Salzburg - inițial un castel condus de un ministerialis

Apariția clasei formate de ministeriales își are originea în eforturile conducătorilor de organiza și controla propria guvernare prin servitori neliberi dar pregătiți să folosească arme pentru apărare.
În secolul al XI-lea creșterea populației a provocat schimbări în structurile economice și sociale. Necesitatea unui control mai bun al feudelor, diecezelor și abațiilor a condus la o împărțire diferențiată a sarcinilor în administrație. Membrii familiei unui ministerialis care conducea administrația primeau, în funcție de aptitudini, competențe și loialitate, sarcini care permiteau acestora să urce pe scara socială și să obțină un statut juridic mai bun. De exemplu dacă primeau conducerea unei proprietăți sau administrarea finanțelor (cancelaria), primeau și bunurile necesare îndeplinirii sarcinilor lor și trăiau din chiria plătită de fermieri. Cei ce aveau echipamentul adecvat pazei au format marea parte a cavalerilor medievali.

## Categorii deministeriales

### Ministerialesai bisericii
Biserica imperială a încercat să limiteze cu ajutorul funcționarilor neliberi tendința nobililor de a-și însuși proprietățile și drepturile ei.
Biserica imperială a beneficiat de faptul că în secolul al IX-lea mulți oameni liberi, locuitori ai domeniilor regale, au intrat în serviciul ei pentru a scăpa de serviciul militar la care îi obliga statutul de supuși ai regelui. Trăind pe domeniile monahale foștii oamenii liberi erau obligați să slujească biserica.
Pentru incursiunea lui Otto al II-lea în Italia (981–983) stareții din St. Gallen și din Reichenau ca și episcopul de Konstanz au pus la dispoziția împăratului 140 de călăreți cu armuri. Aceștia nu puteau fi decât foști oameni liberi de pe domeniile regale ce fuseseră dăruiți bisericii de rege sau de împărat, deoarece în jurul anului 980 cei trei ecleziaști nu aveau atât de mulți vasali.

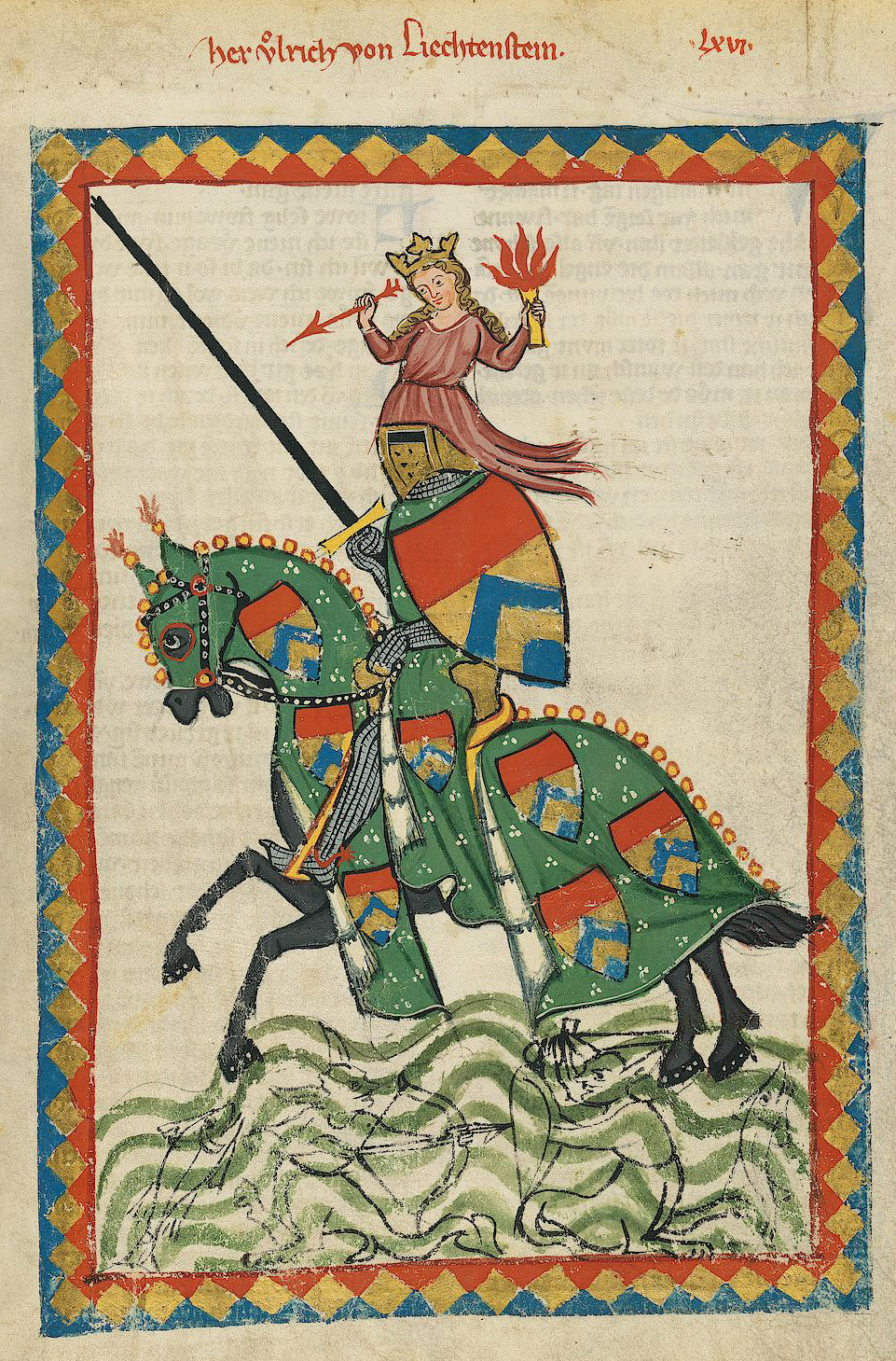
Ulrich de Lichtenstein (1200–1275) un important ministerialis (reprezentare în Codex Manesse)

În 1061–1062 au apărut semne clare ale formării unui grup de ministeriales în Bamberg. Totuși drepturile acestora difereau în funcție de regiune și de funcția ocupată, deși se încercase crearea unui grup omogen din punct de vedere juridic. Deoarece sistemul era eficient, principiul după care funcționa acest grup a început să evolueze în secolul al XI-lea fiind repede transferat formelor laice de guvernare, deoarece conducătorii laici au recunoscut cât de folositori erau ministeriales pentru consolidarea și extinderea propriei stăpâniri.

### Ministerialesai imperiului
Ministeriales care aparțineau direct imperiului au ocupat o poziție specială. Ei erau subordonați direct regelui, respectiv împăratului Sfântului Imperiu Roman, aveau îndatoriri administrative de nivel superior și îndeplineau obligații militare formând grupa cavalerilor cu armuri grele. Prin urmare se deduce că ei puteau fi recrutați doar dintr-o clasă care avea nivelul de educație necesar îndeplinirii sarcinilor administrative, cunoștințe despre viața curții regale și experiență în luptă.
Soluția problemei recrutării a fost angajarea foștilor oameni liberi regali care deveniseră relativ independenți. Aceștia reprezentau un grup special fiind oameni liberi care locuiau pe domeniile regale, dar dispuneau de proprietățile lor doar în schimbul îndeplinirii obligațiilor lor față de rege, respectiv împărat. Pe de-o parte ei erau obligați să satisfacă serviciul militar și pe de altă parte trebuiau să plătească impozite regelui. Ei au fost deosebit de importanți în perioada carolingiană datorită serviciului militar efectat precum și a serviciilor de mesagerie și de escortă a regelui. Cu toate acestea, mulți dintre ei și-au schimbat statutul. Documentele dovedesc că un număr considerabil dintre ei au trecut în serviciul bisericii sau conducătorilor laici pentru a scăpa de obligația serviciului militar în campaniile anuale de vară. În unele cazuri regele a donat bisericii oameni liberi de pe domeniile sale, cu condiția ca ei să-și îndeplinească în continuare îndatoririle față de regalitate. Se poate afirma că de la sfârșitul secolului al IX-lea serviciul militar îndeplinit pentru conducătorii laici nu era întotdeauna bazat pe obligațiile feudale sau pe robie, ci mai degrabă pe obligații vechi datorate anterior regelui. Acești oameni liberi au fost predecesorii imediați ai ministeriales.
De asemenea, mulți ministeriales ai imperiului au fost recrutați din rândul nobililor liberi, iar din secolul al XI-lea recrutarea a început să se bazeze pe voluntariatul acestora. Fenomenul s-a accentuat în secolele al XII-lea și al XIII-lea. Teoria oamenilor liberi regali ca predecesori ai acestor ministeriales imperiali este susținută de faptul că adesea ei dețineau o proprietate, iar reședința strămoșească de la care provenea numele lor, se afla de obicei pe această proprietate. În Saxonia Inferioară și Franconia Estică adesea ministeriales au renunțat parțial la statutul de oameni liberi pentru a-și extinde posesiunile cu domenii feudale.
Începând din timpul regelui Conrad al II-lea (1024–1039) cei ce aveau funcția de advocatus sau burgrav și judecătorii provinciali au fost implicați în administrarea domeniilor imperiale. Fiind ministeriales ai imperiului ei erau susținătorii politicii dinastiei Saliene și a dinastiei Stauferilor. 
Din secolul al XII-lea la nivel superior a început un proces de asimilare a grupului de ministeriales imperiali neliberi în clasa nobililor liberi. Supușii neliberi au dispărut treptat, proprietățile asociate funcției lor au devenit feude ereditare, iar nobilii liberi sărăciți au trecut voluntar la statutul de ministerialis imperial cu condiția păstrării drepturilor lor de oameni liberi.
Acești ministeriales ai imperiului au apărut mai târziu decât cei ai bisericii deoarece oamenii liberi regali și-au îndeplinit mult timp obligațiile față de rege. Treptat însă aceștia au devenit prea independenți și au refuzat să-și mai îndeplinească îndatoririle față de rege și să mai recunoască controlul regal asupra proprietăților lor, dar în același timp nu erau suficient de puternici din punct de vedere financiar pentru a ține pasul cu dezvoltarea armatelor principilor vasali. Din acest motiv unii dintre oamenii liberi regali au devenit ministeriales imperiali. Acest lucru i-a servit regelui și a fost probabil în același timp o încurajare pentru oamenii liberi regali, care sperau să-și mărească proprietatea, bogăția și influența. Motivul pentru care regele dădea adesea sarcini administrative acestor contribuabili regali și nu nobililor liberi cu statut deja consolidat, educați și bogați, se datorează faptului că nobilimea pretindea feude ereditare pentru îndeplinirea acelorași sarcini. Mare parte a teritoriilor regale fusese deja pierdută, deoarece feudele nobilimii deveniseră deja ereditare. Noul sistem a fost, cel puțin inițial, un înlocuitor binevenit al acestui sistem feudal uneori costisitor.
Unii dintre ministeriales ai imperiului reușeau treptat să dobândească domeniul regal pe care îl administrau și – dacă aveau noroc sau legături bune la momentul potrivit – atunci le primeau chiar ca proprietate și nu ca feudă, uneori în Evul Mediu târziu chiar cu consimțământul regilor aleși, care erau dependenți de susținătorii puternici. Unii dintre ei au devenit mari proprietari laici, iar alții au ajuns mai târziu în nemijlocirea imperială a înaltei nobilimi conducătoare. Cu siguranță castelele lor puteau concura, în ceea ce privește dotarea reprezentativă, cu „castelele dinastice” ale conducătorilor lor mai ales în perioada Staufer (1138–1254). Ocazional slujitorii simpli care făcuseră carieră la curtea regală erau eliberați și li se acordau feude imperiale importante (în 1195 Markward de Annweiler a fost înfeudat de împăratul Henric al VI-lea cu margraviate și ducate în Italia).

### Ministerialesai nobililor
Începând din secolul al XII-lea nobilii germani (duci, conți și nobili liberi înstăriți) au început să dispună din ce în ce mai mult de slujitori asigurați din punct de vedere economic, care-și permiteau să posede arme, pe de o parte pentru administrarea proprietăților și pe de altă parte pentru contingentul militar pe care trebuiau să-l furnizeze regelui în caz de război. Aceștia erau fie țărani liberi care intrau în serviciul stăpânilor locali, fie iobagi. În afară de aceștia, nobilii liberi au început să ocupe și ei posturi de ministerialis. Ei atribuiau stăpânului proprietatea lor, liberă până atunci, pentru a o primi din nou la rândul lor ca feudă când intrau în serviciul lui sau o păstrau ca alodiu și primeau feude suplimentare.
Supușii neliberi folosiți ca slujitori aveau deseori în familie deja experiență acumulată de multe generații în serviciul administrativ la curțile nobililor. În calitate de scutieri ai stăpânilor lor, erau folosiți și pentru serviciul militar având astfel ocazia de a fi ridicat la rang de cavaler. Ei au încercat să facă din funcția lor administrativă un drept feudal cavaleresc ereditar sau să înființeze feude mai mici din noile așezări create prin „curățarea pământului”. Sistemul feudelor apăruse deja în Imperiul Franc pentru a permite economic cavalerilor să-și îndeplinească obligațiile și pentru dotarea necesară. Cavalerii, ca vasali și ministeriales, erau obligați stăpânilor feudali să presteze serviciu militar călare. Condiția prealabilă era ca ei să-și permită dotarea necesară, caii de luptă și de transport, inclusiv servanții militari și armele scumpe (săbii, scuturi, topoare de luptă, căști și îmbrăcăminte din zale) pe care fie le plăteau ei înșiși, fie le primeau.
Inițial mulți dintre ministeriales erau cavaleri plătiți cu soldă de stăpânii castelelor. În secolul al XIII-lea familiile cavalerilor ajunseseră la prosperitate având propriile locuințe fortificate, pentru a căror construcție era necesară aprobarea suveranului. Castelele lor se aflau de obicei în apropierea așezărilor rurale de unde se aprovizionau și cărora le ofereau la rândul lor protecție. Locația acestor castele depindea în primul rând de situația topografică asigurând deseori și protecția teritoriului stăpânilor lor, care erau obligați la rândul lor să deschidă porțile propriilor castele în caz de nevoie. Castelele deținute de ministeriales erau în mare parte mici ansambluri rezidențiale de tip „turn” construite pe un tumul sau deal, devenind mai târziu locuințe fortificate.
Cavalerii înarmați, deși erau dependenți de stăpânii lor, s-au apropiat curând mai mult de poziția socială a acestora, depărtându-se de originea inițală. În principiu, meșteșugarii germani nu puteau deveni cavaleri - spre deosebire cei din Italia, fapt apreciat de Otto de Freising ca surprinzător în scrierea sa Gesta Friderici Imperatoris („Faptele împăratului Frederic”). Au existat cazuri izolate în care familii de ministerialis au provenit din pătura meșteșugarilor, precum familia Bismarck, ai cărei membrii fuseseră inițial croitori și reușiseră să fie admiși anterior în clasa patriciatului comercial. Ministeriales se mutau adesea din mediul rural în orașe devenind acolo patricieni. Fiefurile lor erau ereditare și, prin urmare, aveau reședințe pe măsura statutului lor, al căror nume îl și preluau. Prin exercitarea funcțiilor la curțile ducale și episcopale (paharnic, ispravnic, stolnic, mareșal al curții imperiale etc.), similare celor de la curtea imperială și devenite treptat ereditare și pur ceremoniale, ei au înaintat pe scara ierarhică câștigând prestigiu, influență și uneori proprietăți suplimentare.
Datorită legăturii cu serviciul militar, feuda erau, de obicei ereditară doar în linie masculină, astfel încât, atunci când linia masculină se stingea, feuda revenea din nou stăpânului feudal. De regulă acesta dădea feuda unuia dintre adepții săi care putea plăti pentru ea, dar de multe ori chiar ginerelui sau altei rude a fostului ministerialis.
O problemă cu care s-au confruntat familiile de ministerialis a fost aceea că, în efortul de a-și spori posesiunile feudale, ei intrau simultan în serviciul mai multor suverani. Dacă exista un conflict sau un război între acești suverani, atunci ministeriales, care erau oamenii lor de încredere deveneau inevitabil „nesiguri” pentru stăpânii lor, chiar în ciuda jurământului depus și a feudei. În secolul al XIII-lea a servi simultan mai mulți stăpâni în zonele fragmentate ale imperiului era mai degrabă o regulă decât o excepție.

## Cei mai importanțiministerialesși familii deministeriales
- Eike de Repgow (n.c. 1180 – d. după 1233) - autorul scrierii Sachsenspiegel („Oglinda saxonă” - o culegere de acte normative juridice din evul Mediu)
- Markward de Annweiler (d. 1202) - Reichsstruchsess (stolnic) și regent al Regatului Siciliei
- Henric de Kalden (n. înainte de 1175 – d. după 1208) – Mareșal al Curții Imperiale
- Conrad de Lützelhardt - Margraf al Anconei
- Kuno I de Munzenberg (d. 1207) - Reichskämmerer
- Diepold de Schweinspeunt (d. după 1221) - Conte de Acerra și Duce de Spoleto
- Frederic de Stade (d. 13 aprilie 1135)
- Rütger din Horst (n. 1519 – d. 10 martie 1582)
- Conrad de Winterstetten (n. probabil 1242/1243), apare din 1220 ca binefăcător imperial, din familia Waldburg-Tanne
- Eberhard de Tanne-Waldburg (1170–1234), menționat între 1220 și 1225 ca tutore și consilier al regelui Henric al VII-lea
- Familia Kuenringer
- Familia Bolanden
- Familia Meingote (Dieceza de Mainz)
- Familia Hagen-Muenzenberg
- Familia Pappenheim
- Burgravii de Dohna